# MY Steve Irwin

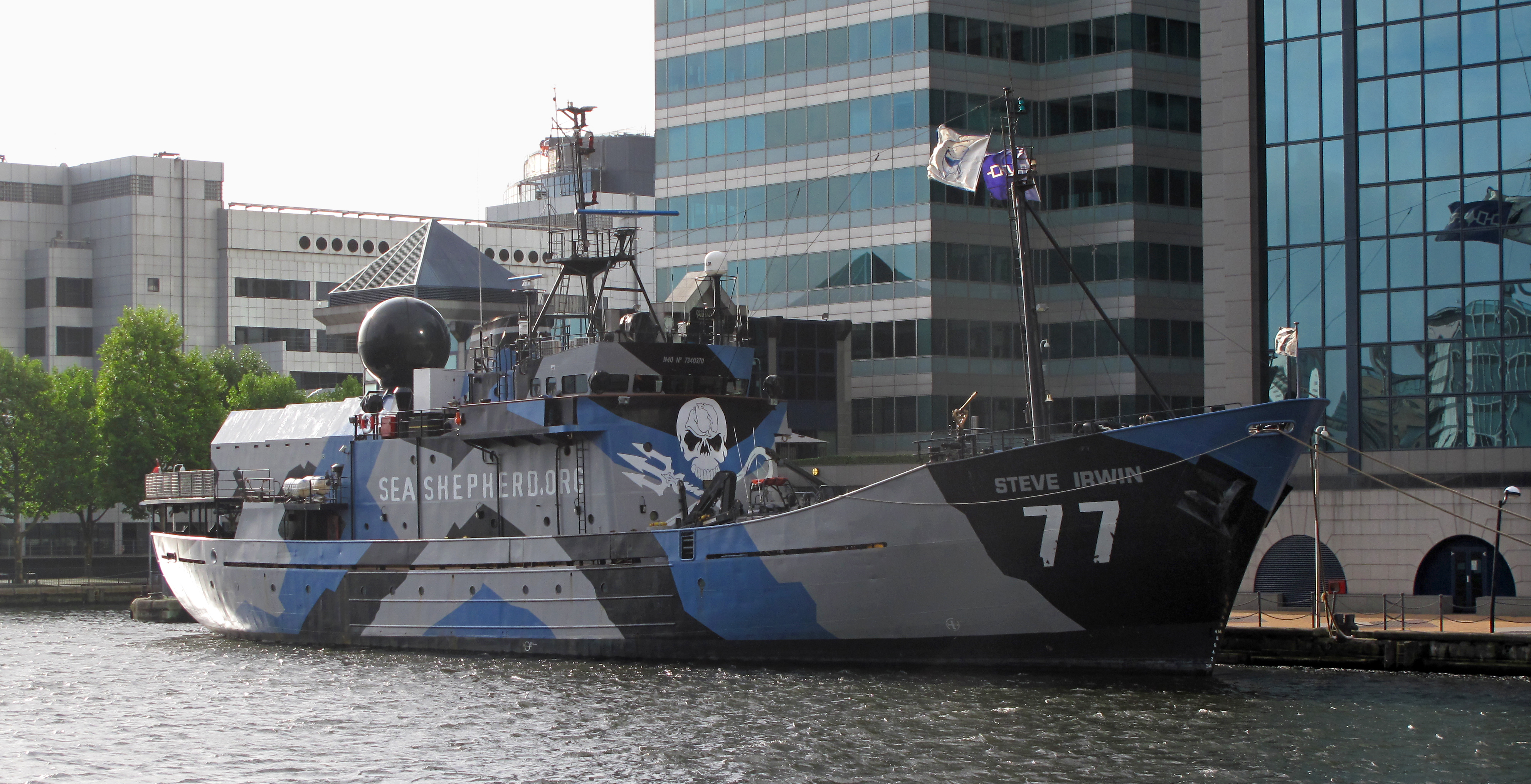
O MY Steve Irwin ancorado em uma doca de Londres em 2011

O MY Steve Irwin é uma embarcação de 59 metros (194 pés) de propriedade da Sea Shepherd Conservation Society, é utilizado em suas ações e campanhas contra a prática de baleação além de outras atividades do grupo. O barco foi construído em 1975 para servir a Scottish Fisheries Protection Agency, como um barco de patrulha marítima por cerca de 28 anos.
A Sea Shepherd tinha originalmente batizado o barco como MV Robert Hunter em homenagem ao canadense Robert Hunter, co-fundador do Greenpeace, mas foi renomeado em honra ao Caçador de crocodilos Steve Irwin em 5 de dezembro de 2007. Irwin tinha participado de uma viagem até a Antarctica logo antes de seu falecimento, e sua renomeação foi apoiada por Terri Irwin, sua viúva.
O barco e sua tripulação, e seus esforços foram assunto de um programa da Animal Planet chamado de Whale Wars.

## Registros
Em janeiro de 2007, o barco foi apreendido pela British Ship Register após uma petição do governo japonês. A embarcação foi registrada nos Países Baixos em 8 de Outubro de 2007.

## Atividades
O FPV Westra foi para o estaleiro em 2003 e colocado a disposição, em Novembro de 2006 a Sea Shepherd adquiriu o barco renomeando-o para Robert Hunter. O barco foi adquirido após campanhas anteriores em que o RV Farley Mowat não se mostrou capaz de acompanhar o Nisshin Maru em duelos de velocidade.

### 2007
Em Fevereiro de 2007, o Robert Hunter juntou-se ao Farley Mowat no propósito de impedir atividade de baleação pelos japoneses através do Nisshin Maru, nesta que foi nomeado pela Sea Shepherd como Operação Leviathan. As equipes do Sea Shepherd arremessavam garrafas de ácido butanoico nos decks do Nisshin Maru. Os japoneses relataram que três membro foram feridos nos ataques. Os barcos Robert Hunter e Farley Mowat obstruiram a passagem do baleeiro, o que ocasionou uma colisão entre o Robert Hunter e o Kaiko Maru. um oficial japonês acusou a organização de ações dignas de pirataria. O Robert Hunter afundou o casco cerca de 3 pés abaixo da linha de água na parte traseira do barco. Três dias após a colisão, um incêndio não relacionado com este fato emergiu na casa de máquina do Barco-fábrica e Baleeiro Nisshin Maru matando um operário do grupo.
O Steve Irwin também participou da "Operação Migaloo" (homenagem a Migaloo, uma baleia jubarte albina) que iniciou em Novembro de 2007, e depois a conservação foi finalizada em Launceston na Tasmânia e uma breve parada em Melbourne, onde foi agendado para sua jornada no Oceano Antártico em 1 de Dezembro de 2007.

### 2008

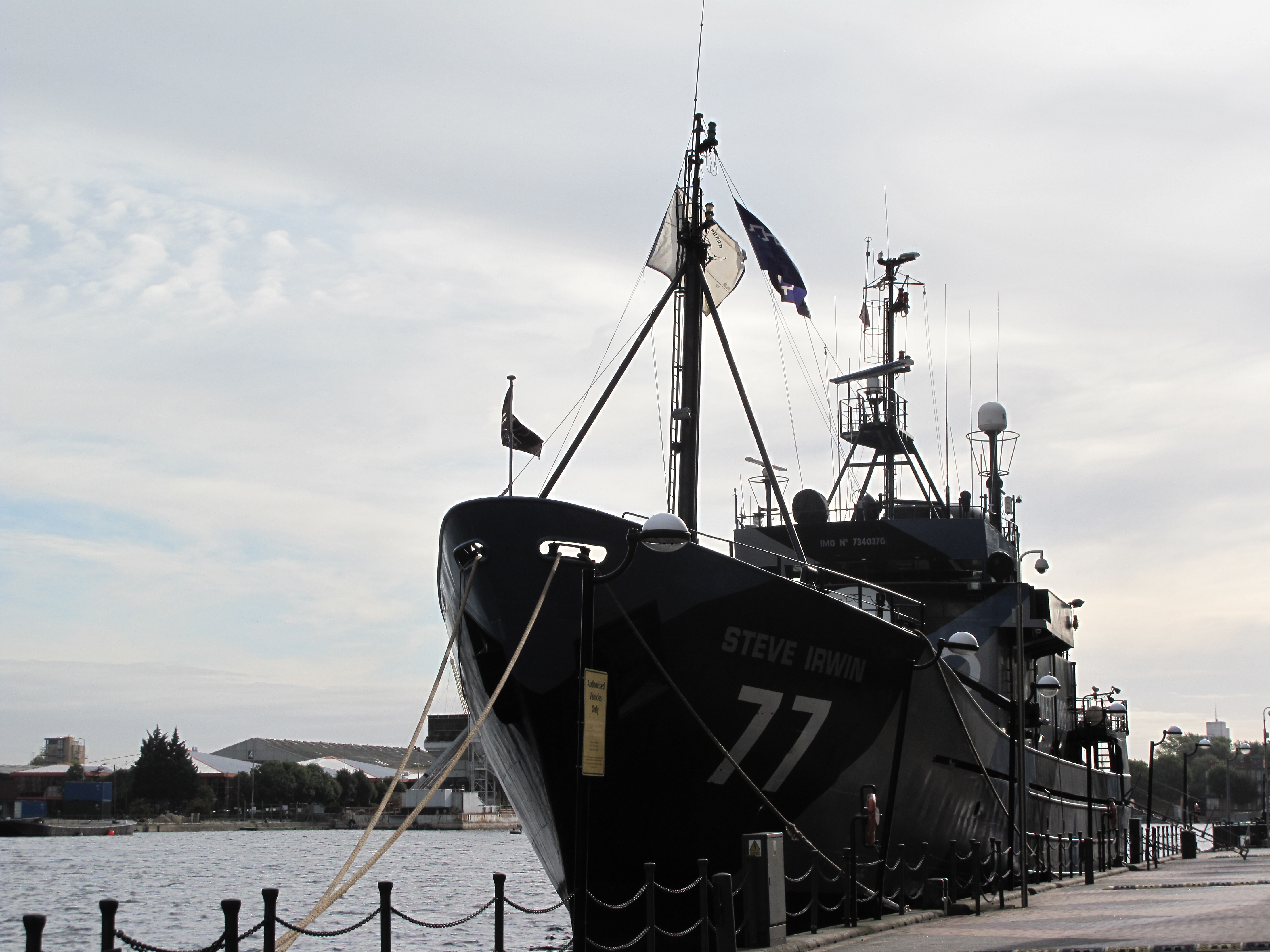
MY Steve Irwin numa doca em Londres, UK em 2011.

Em Janeiro de 2008, após arremessar pacotes de ácido butanoico no decks do navios na tentativa de atrapalhar as atividade de caça a baleias do heli-propulsor, dois membros da SS abordaram o navio japonês Yushin Maru 2. Paul Watson declarou que sua intenção era criar uma ação de intervenção direta em águas internacionais na esperança de uma possível detenção da embarcação. Mais tarde, declararam que sua intenção era aplicar a nota de protesto do seu capitão. Benjamin Potts, um cozinheiro de 28 anos da Austrália, e Giles Lane, um engenheiro de 35 anos do Reino Unido, foram detidos por um grupo do Yushin Maru 2.
A Sea Shepherd declarou que os dois tinham sido sequestrados e pintado enquanto amarrados no mastro do radar por muitas horas com cordas imundas. Potts e Lane, entretanto, mais tarde declarou que foram amarrados por apenas quinze minutos ao lado do barco. Glenn Inwood, uma porta-voz do Institute of Cetacean Research (ICR), mencionou que as atividades iniciaram como um processo secreto. Em outra declaração, eles declararam que a ação de abordagem dos veículos foram ilegais e que o homem que iniciou essa ações poderiam ter consequências no futuro.
Em 16 de janeiro de a ICR emitiu uma declaração reivindicando que os protestos foram efetuados com arremessos de ácido nos decks na tentativa de causar danos no navio. Eles também negaram as declarações de que os homens foram sequestrados e pintados, enquanto amarrados no mastro do navio. Hideki Moronuki promoveu uma declaração em que "O ICR (Institute of Cetacean Research) estavam prontos para liberar os conservacionistas, conservando-os em total segurança. Sea Shepherd é uma organização muito vilenta." Em uma carta enviada via FAX para o Steve Irwin, o ICR declarou que parte da negociação seria com a condição de que Sea Shepherd obrigar-se-ia a operar de modo não violento em suas ações ou relatar fitos e vídeos coletados durante as atividade da ICR." O ácido em questão, é, conforme a Sea Shepherd, ácido butanoico, do qual foi usado para não causar danos para a embarcação, mas apenas para atrapalhar as atividades que eram executadas no deck.
Em 17 de Janeiro, o navio Australliano MV Oceanic Viking iniciou as operações que colocariam os dois ativistas em transferência que encontravam-se no baleeiro. Na manhã de 18 de Janeiro, os dois ativistas foram devolvidos em segurança. Após investigações pela Polícia Federal da Austrália, nenhuma atividade criminal foi admitida contra os ativistas.
Ambos os lados se acusaram de terrorismo durante esse incidente. O ICR chamou os ataques com ácido contra o Yushin Maru No. 2 como um ato de terrorismo desumano e solicitou ao governo australiano, que apreendesse o Steve Irwin. Conservador, o primeiro oficial do Steve Irwin, Peter Brown declarou que "O instituo de pesquisa de cetáceos (ICR) age conforme uma organização terrorista [...]  Estando eles capturando e tornando refém espécies por pura pretensão econômica. Nossa política é que nós não respondemos por atividades terroristas."
Em 3 de Março, eclodiu as discórdias entre os membros da Sea Shepherd a bordo do Steve Irwin e os japoneses baleeiros, o governo holandês anunciou que tudo foi investigado como um incidente entre as tropas.

### 2009
Em 6 de Fevereiro, o MY Steve Irwin colidiu com o navio Yushin Maru 2 e logo após com o Yushin Maru 3 enquanto ele caçavam baleias em águas do Oceano Antártico. O ICR sustentou que o Steve Irwin deliberadamente virou a traseira do navio sobre o Yushin Maru No. 3 para gerar a colisão. Vídeos postados posteriormente ao acidente, foram liberados pelo ICR para mostrar como tinha sido o acidente. O operador do MY Steve Irwins, Paul Watson negou o propósito de colisão dizendo "They não colidiram, dois navios colidiram – the Yushin Maru 3 e o Steve Irwin quando eles se atiraram em nossa frente para transferir a baleia."
Para o próximo ano, o navio foi enviado para doca seca em Brisbane para reparos no casco além de outras alterações estruturais. incluindo a renovação e instalção do próprio centro de purificação de água para uso em campanhas. Após deixar a doca seca, o navio partiu em um tour pela Austrália, finalmente ancorando em Fremantle  para iniciar os preparativos finais para a Operação Waltzing Matilda, no qual embarcou em 7 de Dezembro. Após três dias, uma embarcação suspeita com suspeito com patente japonesa cruzou a mesma localização do Steve Irwin na rota para o oceano antártico, e começou a observação ao MV Shonan Maru 2. Contatos feito com o navio de segurança foram realizados em 10 de Dezembro, com o Steve Irwin lançando seu helicóptero e sua lancha para colher informações no navio. Grandes barreiras de ondas foram produzidas para manter a lancha afastada e na visita, um LRAD foi usado contra o helicóptero forçando-o a retornar ao heli-porto. Pelas próximas duas semanas, o Shonan Maru 2 continuou a observação ao Steve Irwin. por fim, o Steve Irwin retornou a Austrália, onde o Shonan Maru foi incapaz de manter a rota, devido a uma grande tempestade, como resultado pelas implicações legais. A tripulação do Sea Shepherd foi assistido por um grupo denominado "Taz Patrol'" no qual tuitavam as coordenadas do Yushin Maru 3 para o Steve Irwin.

### 2010
Em janeiro de 2010, o navio continuou sua caça as frotas japonesas. Após a perda do MY Ady Gil durante uma colisão com o Shonan Maru No.2, o Steve Irwin juntou-se ao MY Bob Barker, para remanejamento de combustível, suprimentos, alimento e pessoas. O navio retornou para Fremantle para reabastecimento, separando-os em 30 de Janeiro. Durante as atividades, o Bob Barker relatou ter localizado o navio-fábrica e baleeiro Nisshin Maru, e foi seguindo-o. Em 8 de fevereiro, o Steve Irwin juntou-se ao Bob Barker na perseguição ao Nisshin Maru. Uma vez que as duas embarcações da organização foram unidas, o Steve Irwin alcançou posição ao lado do Nisshin Maru para obstruir a fábrica e também foram engajados a deter os canhões de água. Em 15 de Fevereiro, Pete Bethune separou-se do Steve Irwin em um jet ski, cercando o Shonan Maru 2. Ele foi detido e e preso pela guarda costeira japonesa por ter ultrapassado os limites acordados. Os dois navios persistiram na caça ao baleeiro até que o  Steve Irwin foi forçado a retornar para a Austrália em 18 de Fevereiro, chegando em Hobart em 6 de Março.

### 2011
No fim de Fevereiro de 2011, durante a operação No Compromise, o Steve Irwin foi contactado pelo Exército Néo-zelandês para to assumir parte nas buscas ao Berserk, um navio explorador de propriedade do renomado explorador Jarle Andhøy, na qual teve ativado os sinais de emergência do transponder próximo ao Estreito de McMurdo durante uma tempestade. As buscas foram interrompidas após o Steve Irwin descobrir um bote salbva-vidas vazio, onde foi mais tarde confirmado ser do Berserk. As três pessoas a bordo, foram declarada como mortas, apesar da não confirmação.
O Steve Irwin iniciou um patrulhamento em águas próxima ao território da Líbia em Junho num esforço para localizar pequenos caçadores não autorizados de uma espécie de atum ameaçado de extinção, o Thunnus thynnus que eram caçados através de redes de arrasto. Fizeram com que os pescadores abandonassem as atividades através de jatos d’água e bombas fedorentas.
Em Dezembro, o Steve Irwin juntou-se ao MV Bob Barker e o MV Brigitte Bardot com o propósito de acompanhar as atividades das frotas baleeiras japonesas, no qual tinha passado dos limites sul da costa da Austrália, a caminho das águas do sul para as operações de caça as baleias. um avião não tripulado foi enviado para localização, que foi declarada como localizada as cerca de 500 milhas do sudeste australiano em 24 de Dezembro.  Após as caçadas as frotas por quatro dias, o Steve Irwin declarou uma pausa e escoltou o MV Brigitte Bardot de volta para Fremantle, no qual o Brigitte Bardot foi danificado por um vagalhão.

### 2012
Em 5 de Janeiro o Steve Irwin chegou a Fremantle Harbour escoltando o danificado Brigitte Bardot do Oceano Antártico, monitorado pelo baleeiro japonês MV Shonan Maru 2. Efetuou diversas alterações e manutenções.

### 2013
Em 20 de Fevereiro, o fundador da Sea Shepherd, Paul Watson declarou que o barco japonês Nisshin Maru colidiu com o Steve Irwin e com o MY Sam Simon e com o Bob Barker múltiplas vezes durante confrontos nas águas do sul e no norte da Austrália.